# 宮城県サッカー協会
公益社団法人 宮城県サッカー協会（こうえきしゃだんほうじん みやぎけんサッカーきょうかい）は、宮城県教育委員会所管の公益社団法人で、宮城県内で開催されるサッカー大会などを開催する機関。

## 沿革
- 大正15年 - 大日本蹴球協会東北支部として設立。
- 昭和21年 - 宮城県蹴球協会に改称。
- 昭和50年4月 - 宮城県サッカー協会に改称。
- 平成18年3月31日 - 社団法人宮城県サッカー協会設立。
- 平成26年4月1日 - 一般社団法人宮城県サッカー協会設立。

## 役員

### 会長
- 庄司伸一

### 副会長
- 中野正志
- 菅原裕典
- 佐々木知廣
- 本棒陽一
- 櫻井覚
- 鈴木雅浩
- 佐藤俊幸

## 主な主催大会
- 宮城県サッカーリーグ